# Betacam

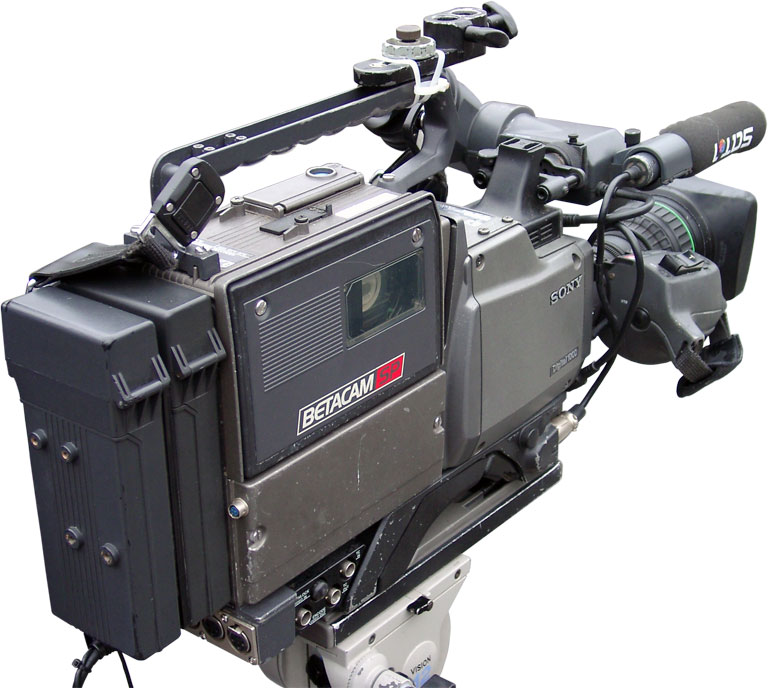
Máy quay phim Sony Betacam SP.

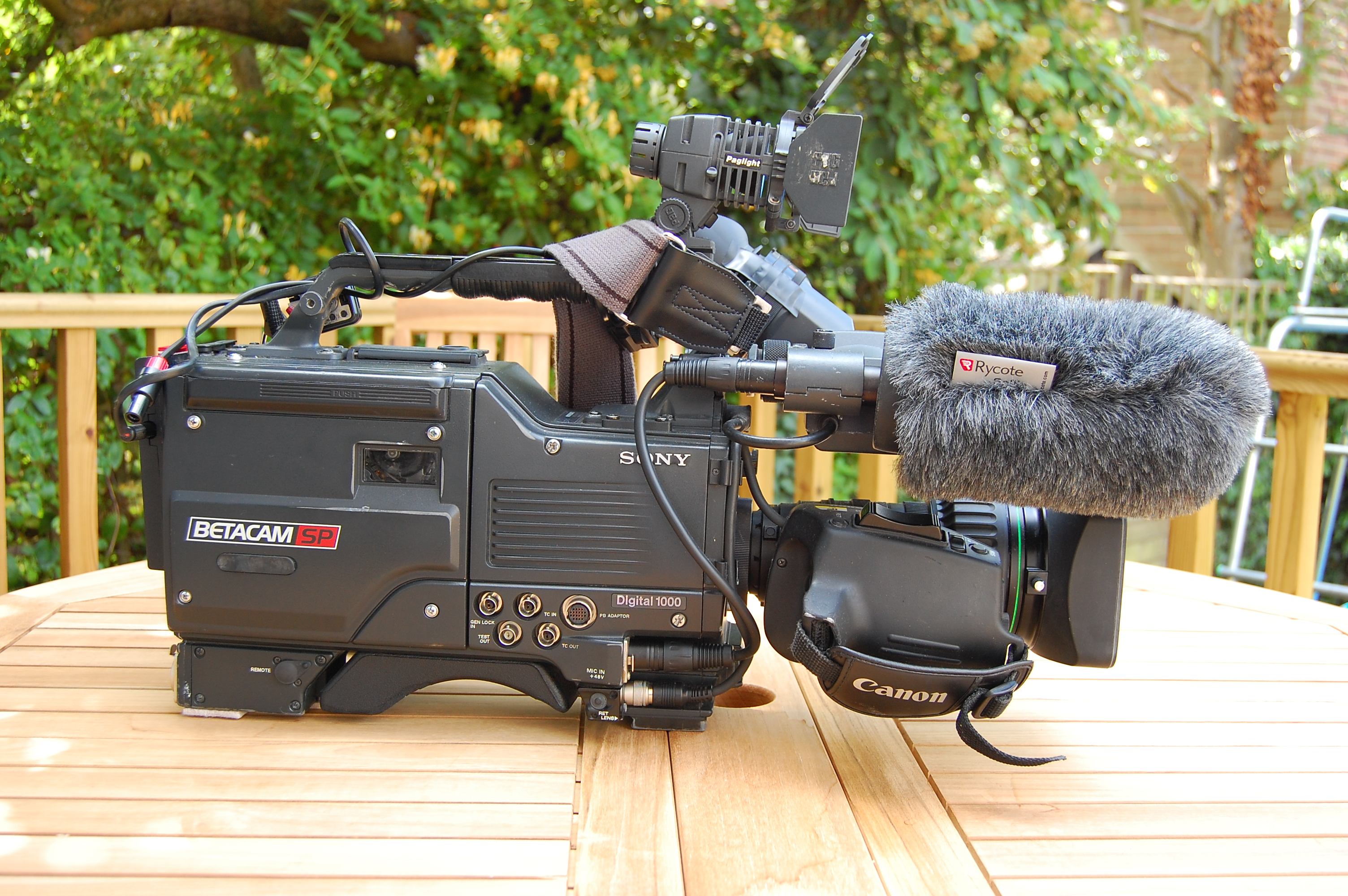
Máy quay Sony Betacam SP BVW-D600P với C6 Paglight và Rycote Softie

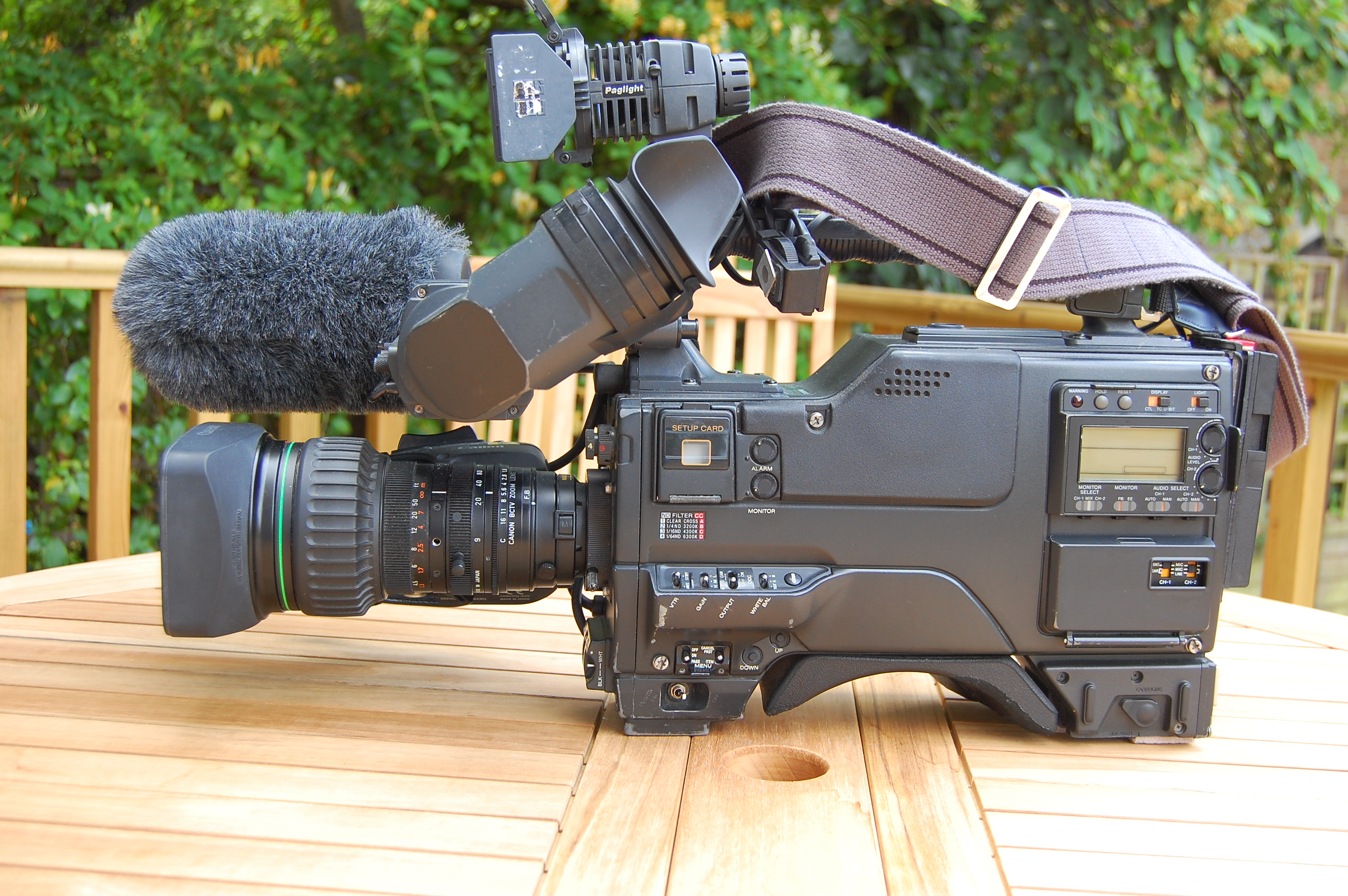
Máy quay Sony Betacam SP BVW-D600P với C6 Paglight và Rycote Softie (mặt khác)

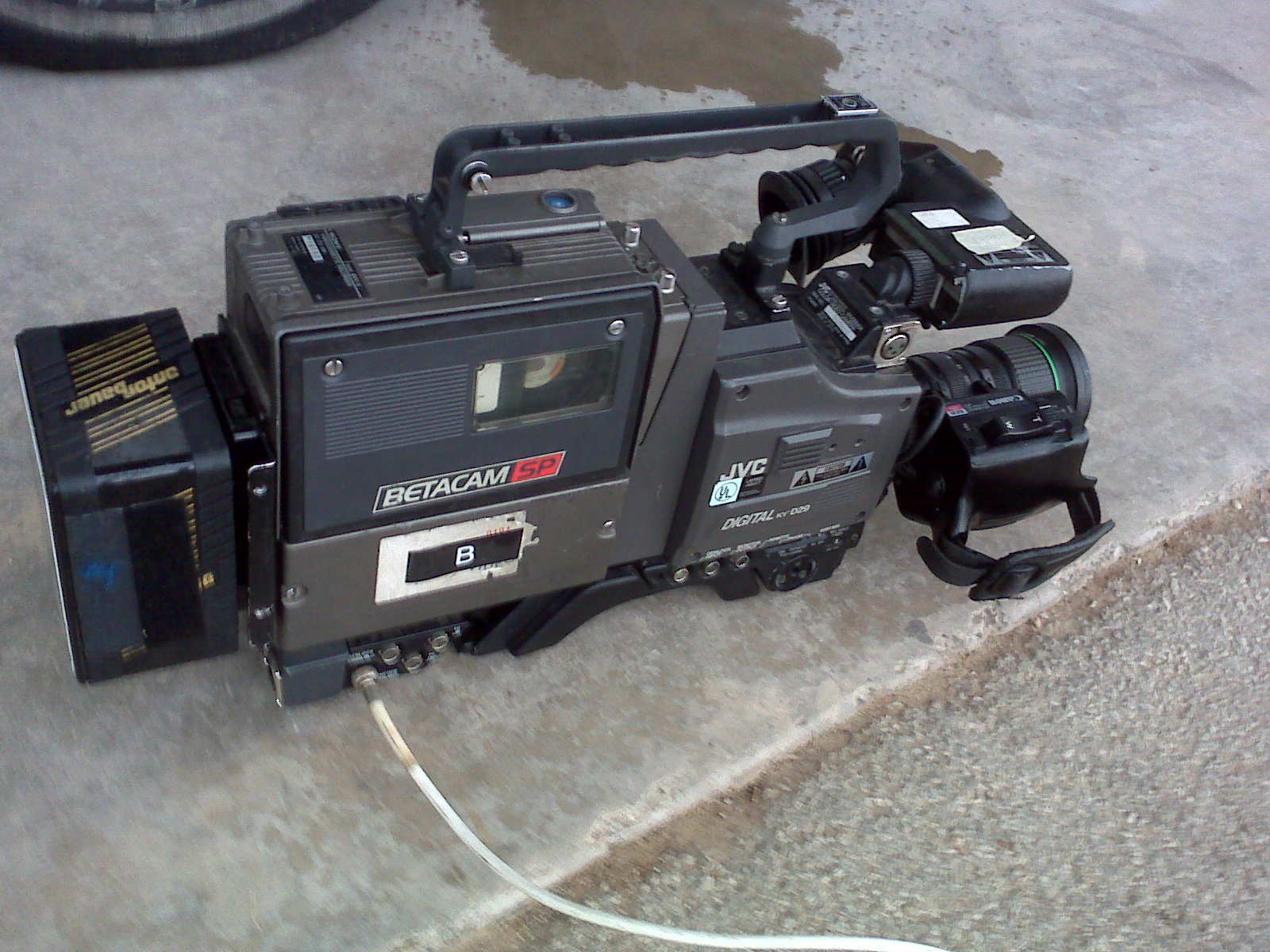
Sony Betacam SP BVV-5 VTR, được gắn vào đầu máy ảnh JVC KY-D29.

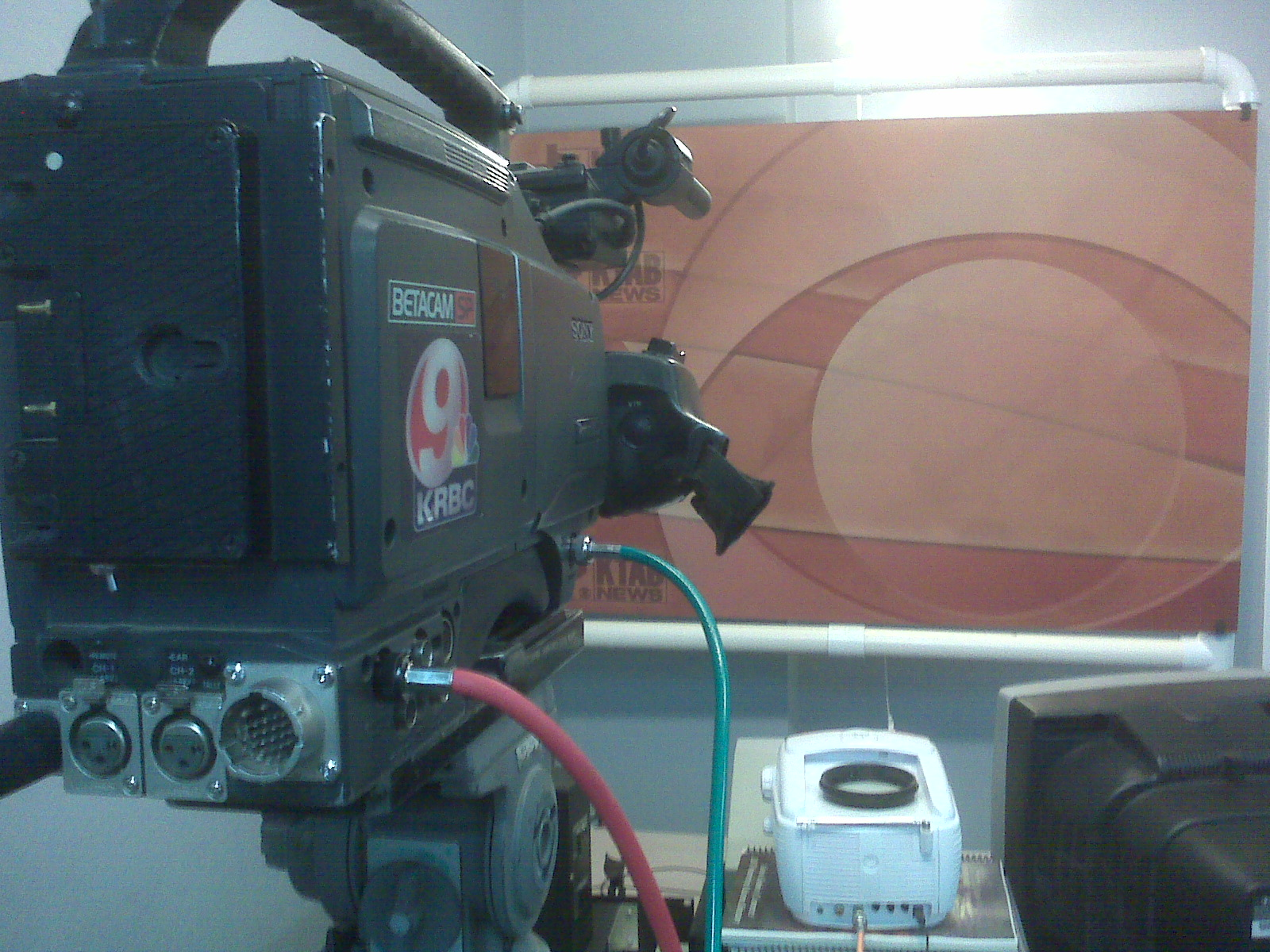
Máy quay phim Sony Betacam SP UVW-100B.

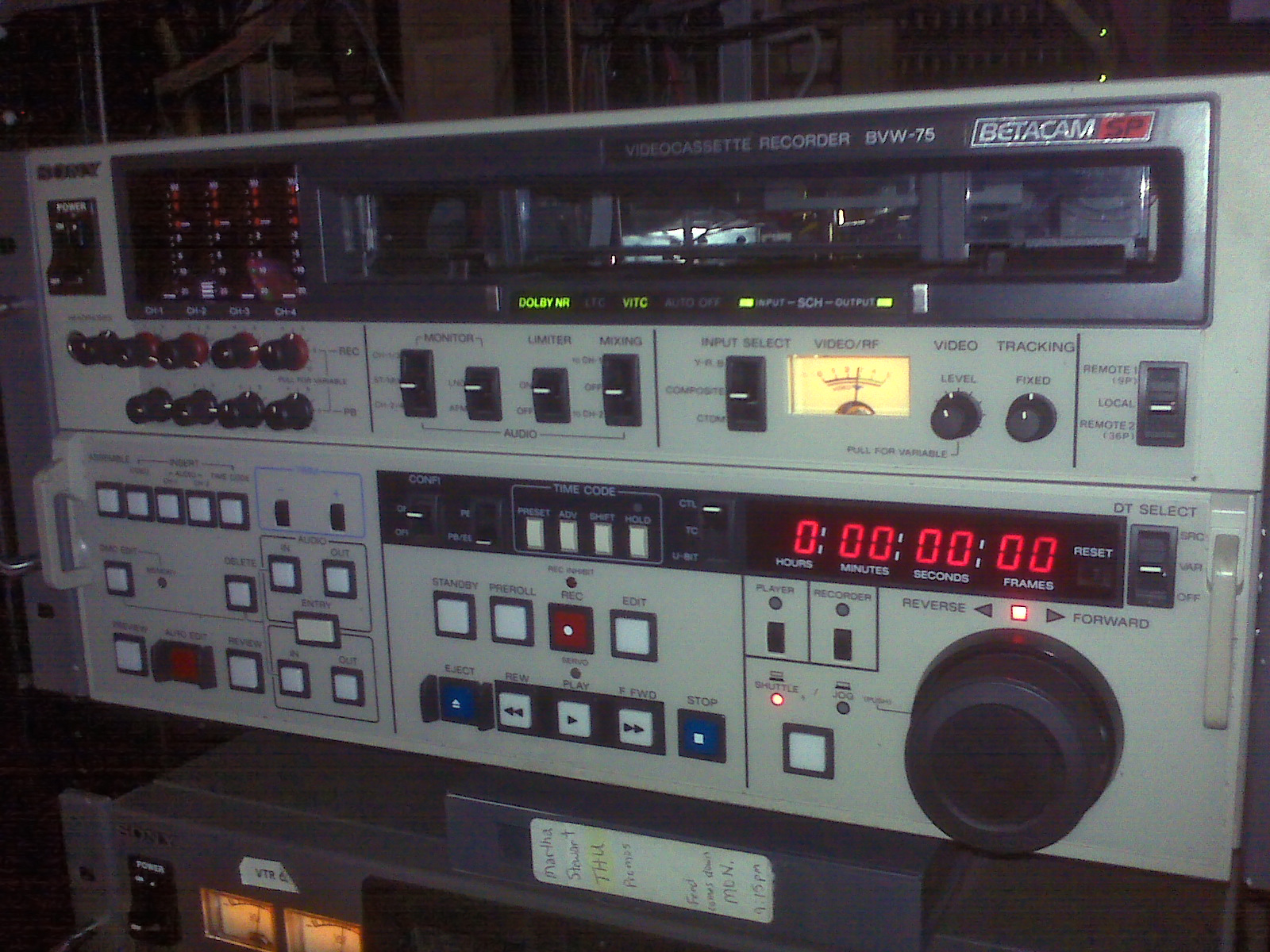
Sony Betacam SP BVW-75 Editing VTR.

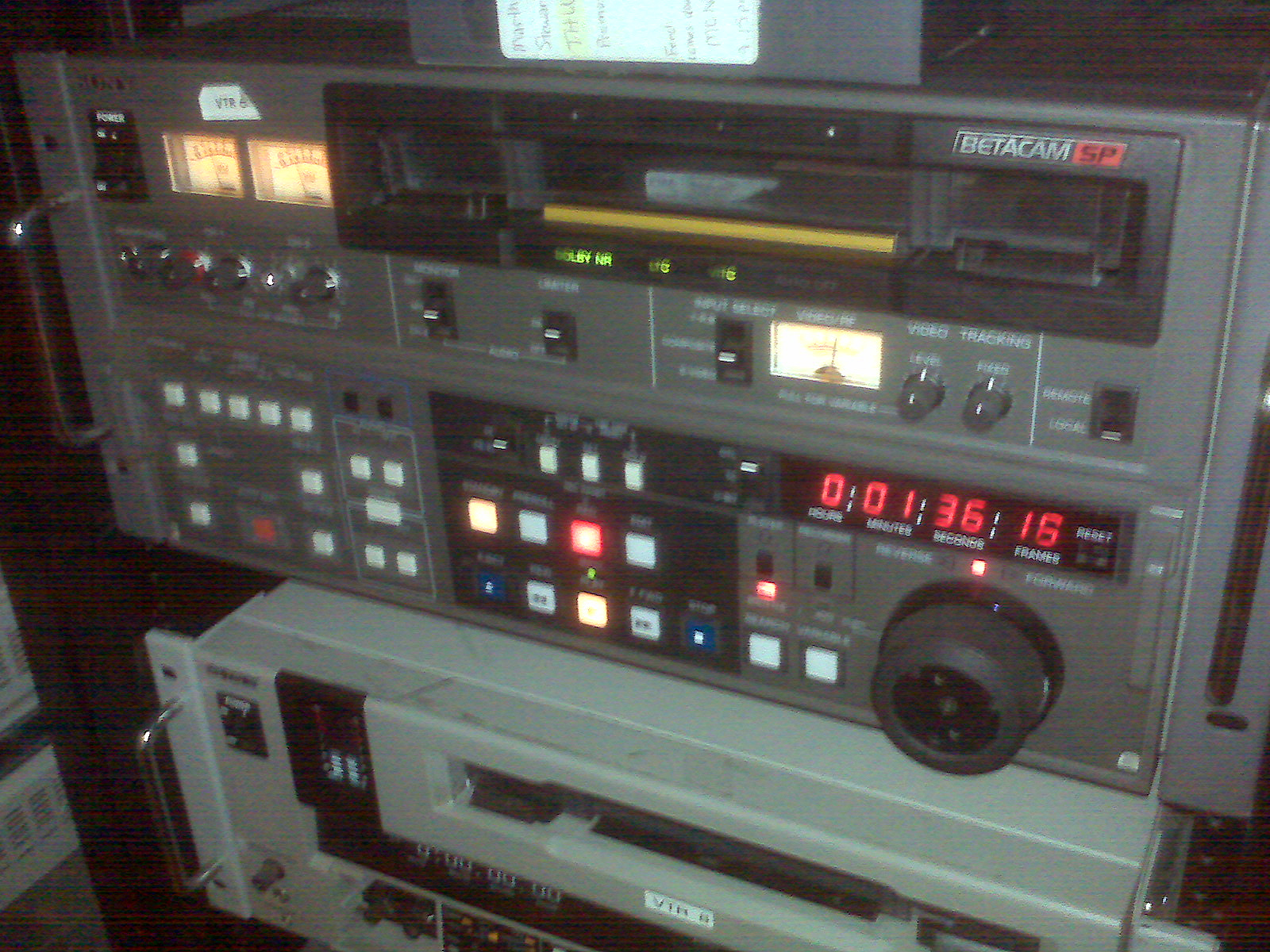
Sony Betacam SP PVW-2800 Editing VTR.

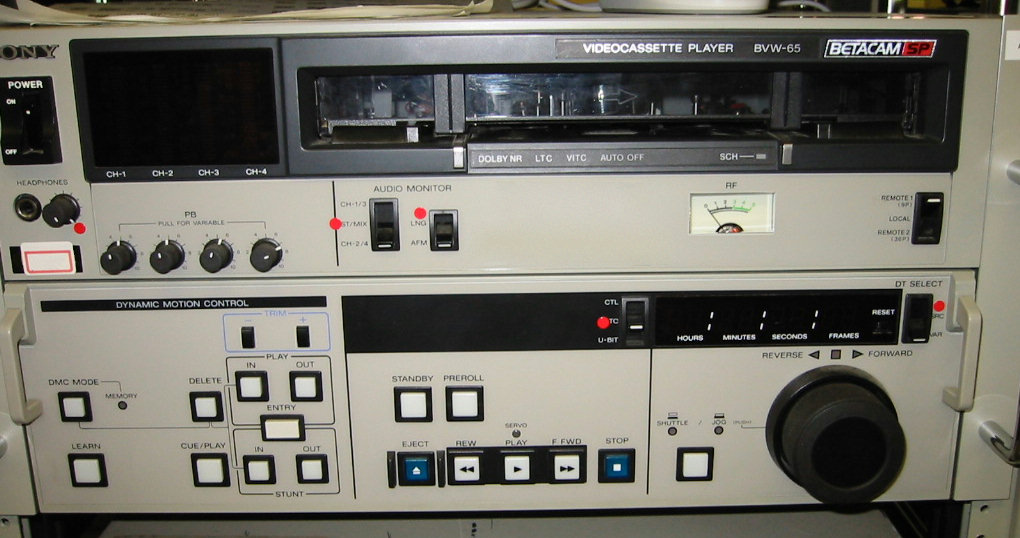
Sony Betacam SP BVW-65 Editing VTP.

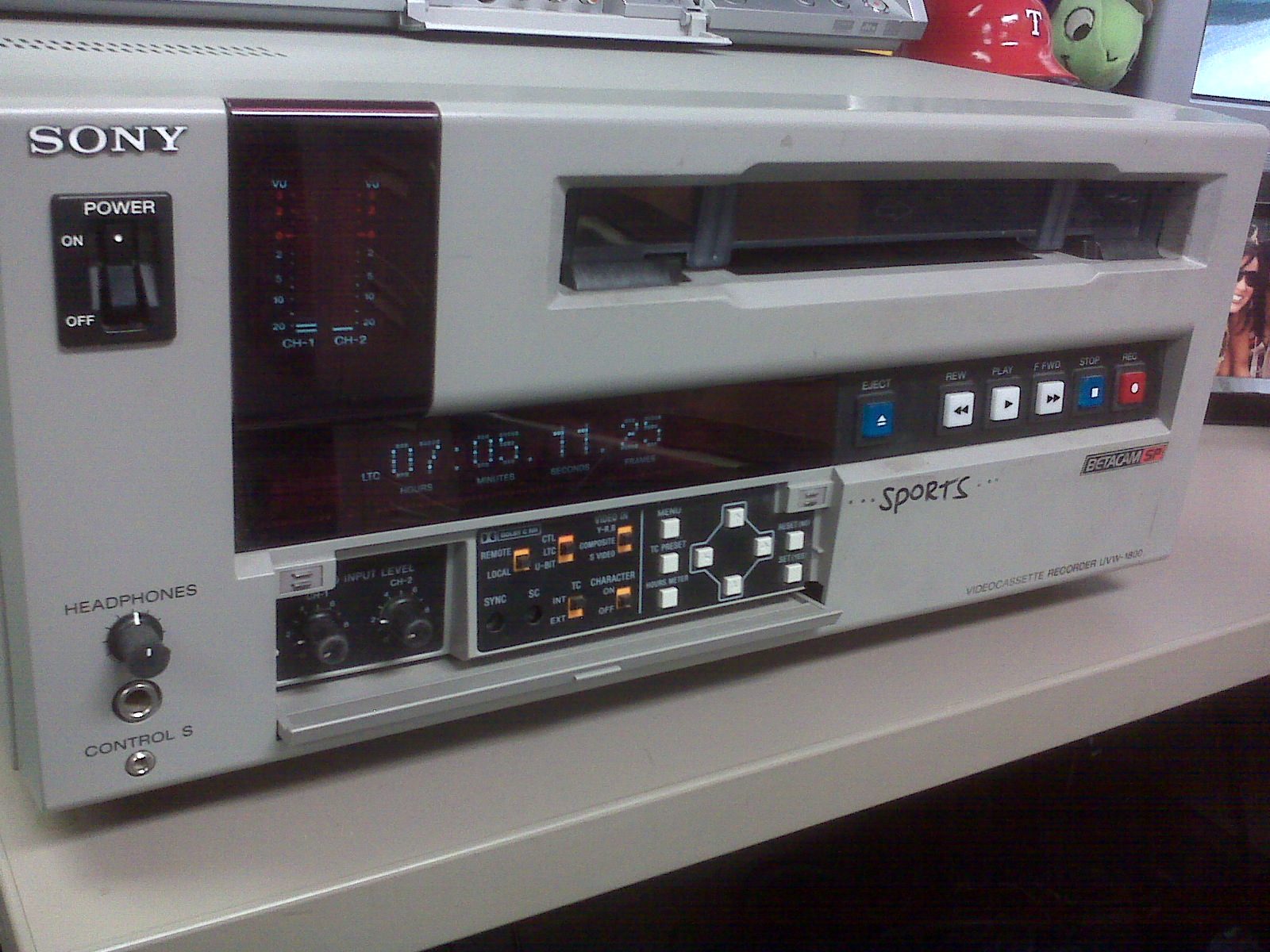
Sony Betacam SP UVW-1800 Editing VTR.

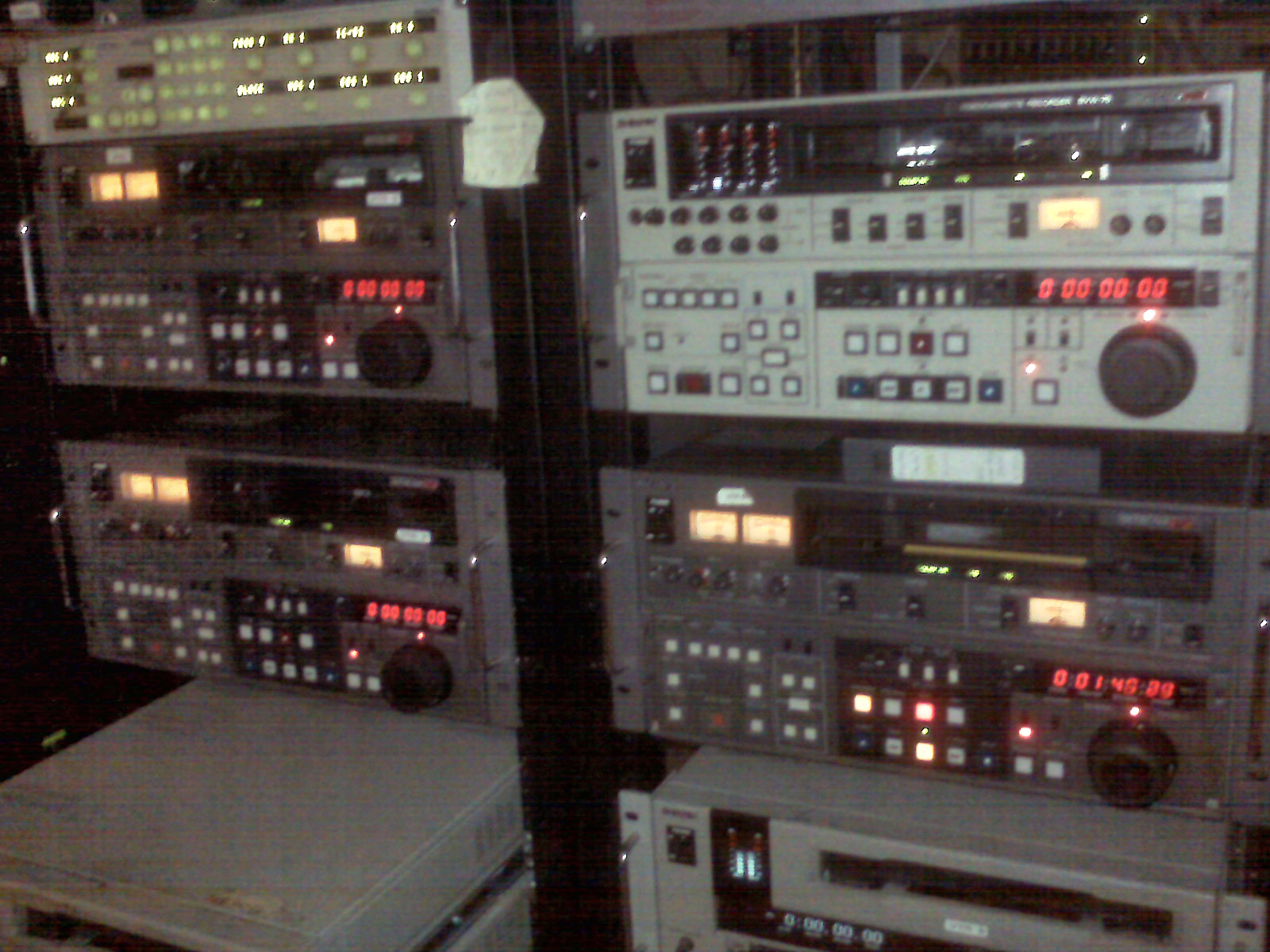
BVW-75, PVW-2800 và UVW-1800 Betacam SP VTR.

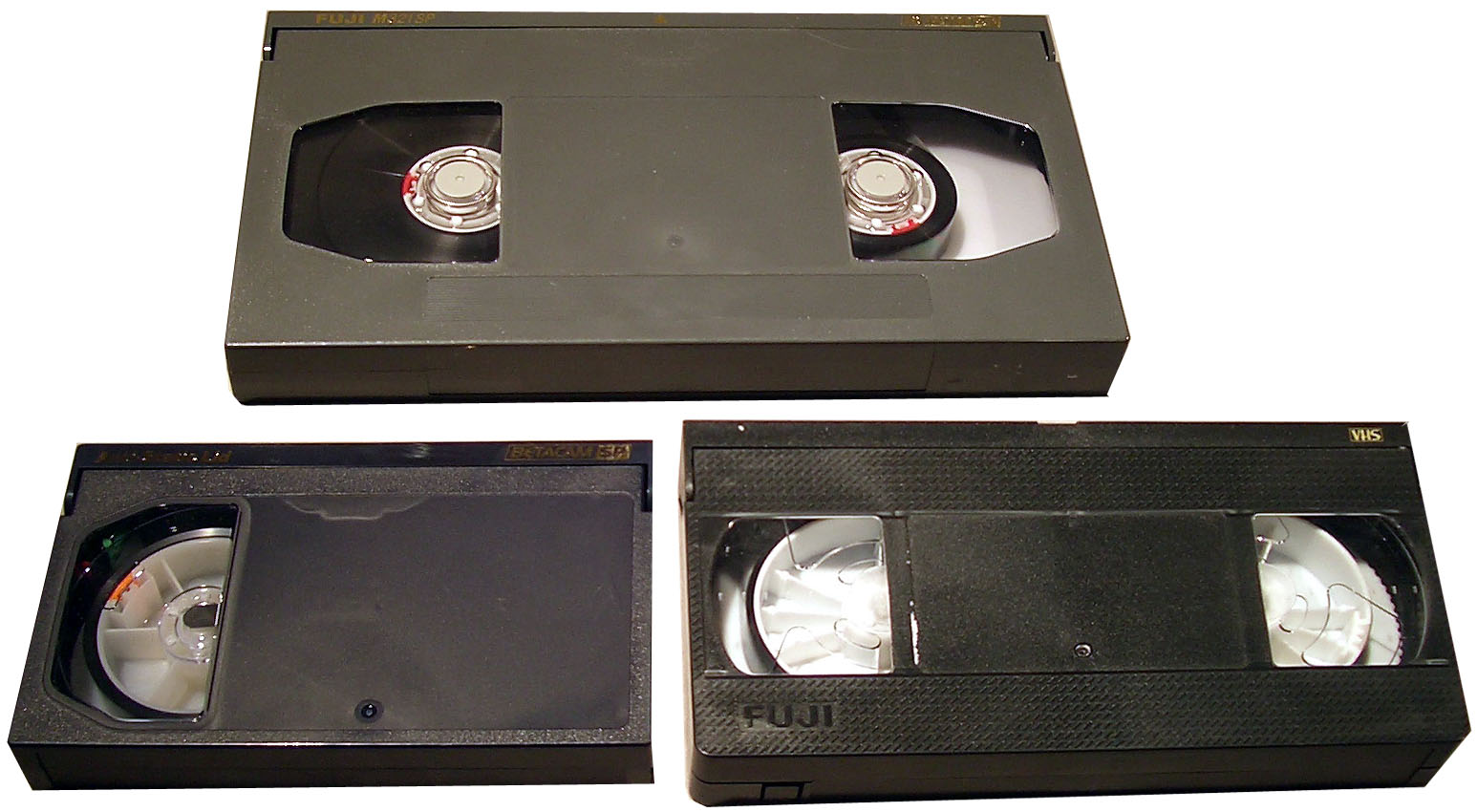
So sánh kích thước Betacam và VHS
Betacam SP L (trên cùng), Betacam SP S (trái), VHS (phải).

Betacam là một gia đình các sản phẩm videocassette nửa inch chuyên nghiệp được Sony phát triển mạnh vào năm 1976. Trong sử dụng thông thường, "Betacam" thường được sử dụng để chỉ máy quay Betacam, băng Betacam, máy quay video Betacam hoặc định dạng Betacam.
Tất cả các biến thể Betacam từ ghi âm tương tự (đơn giản) Betacam sang Betacam SP và ghi kỹ thuật số Betacam kỹ thuật số (và ngoài ra, HDCAM và HDCAM SR), sử dụng các băng video hình dạng tương tự, có nghĩa là kho tiền và các phương tiện lưu trữ khác không phải thay đổi khi nâng cấp lên Hình thức mới. Các băng cassette có sẵn trong hai kích cỡ: S (cho ngắn) và L (cho dài). Máy quay Betacam chỉ có thể tải băng từ S, trong khi máy ghi băng video có kích thước phòng thu truyền hình (VTR) được thiết kế để chỉnh sửa video có thể phát cả băng S và L.
Vỏ băng và vỏ cho mỗi băng cassette Betacam có màu khác nhau tùy theo định dạng, cho phép nhận dạng trực quan dễ dàng. Ngoài ra còn có một phím cơ cho phép một máy ghi băng video xác định định dạng nào đã được chèn.
Định dạng này đã thay thế định dạng U-Matic ba phần tư inch mà Sony đã giới thiệu vào năm 1971. Ngoài những cải tiến về chất lượng video, cấu hình Betacam của một máy quay / ghi video chuyên nghiệp tích hợp đã dẫn đến sự chấp nhận nhanh chóng của các tổ chức thu thập tin tức điện tử.
DigiBeta, tên gọi chung của Digital Betacam, đã trở thành định dạng băng ghi âm kỹ thuật số phát sóng chuyên nghiệp thành công nhất trong lịch sử, nhưng bây giờ mặc dù Betacam vẫn phổ biến trong lĩnh vực này và để lưu trữ, các sản phẩm kỹ thuật số không băng đĩa mới đã bị loại bỏ các sản phẩm Betacam trong môi trường phòng thu truyền hình kể từ năm 2006. 